# Mieczysław Fogg
Mieczysław Fogg, nombre artístico de Mieczysław Fogiel (Varsovia, 30 de mayo de 1901-Varsovia, 30 de septiembre de 1990), fue un popular cantante polaco del siglo XX.
Fogg, de registro de voz de barítono, fue conocido por interpretar una gran variedad de géneros musicales. Sus interpretaciones más conocidas fueron las de los tangos: Tango milonga, To ostatnia niedziela (Este es el último domingo), Jesienne róże (Rosas de otoño), Pierwszy siwy włos (El primer cabello blanco), Mały biały domek (Casita blanca) y Już nigdy (Nunca).

## Vida
Fogg nació y creció en Varsovia y en 1922 comenzó a trabajar como obrero ferroviario.
Debutó en 1927 como cantante en el teatro Qui Pro Quo de Varsovia con la orquesta de tango de Jerzy Petersburski. Luego cantó en la agrupación musical Chór Dana (El Coro de Dan) del músico y compositor Władysław "Dan" Daniłowski. Luego se dedica a la carrera solista y canta principalmente en clubes nocturnos. Sus compatriotas comaparaban a Fogg con Tino Rossi. En 1929 el coro se hizo famoso al interpretar el popular tema Tango milonga de Jerzy Petersburski.
En 1931 adopta el nombre artístico de Fogg en una gira artística en los Estados Unidos. En 1938 fue elegido como el mejor cantante polaco.
Ayudó a escapar al director del teatro, Iwo Vesby y a toda su familia, y por ello fue distinguido con el título de Justos entre las Naciones.
Durante el Alzamiento de Varsovia, Fogg cantó para los insurgentes en las barricadas, hospitales y refugios antibombas.
El afamado actor polaco Aleksander Fogiel era su primo.